# Vic-sur-Cère
Vic-sur-Cère es una población y comuna francesa, situada en la región de Auvernia, departamento de Cantal, en el distrito de Aurillac y cantón de Vic-sur-Cère.

## Demografía
| 1721 | 1782 | 1963 | 2066 | 1968 | 1890 |
| Para los censos de 1962 a 1999 la población legal corresponde a la población sin duplicidades (Fuente: INSEE [Consultar]) |      |      |      |      |      |